# Benthosuchus
Benthosuchus és un gènere d'amfibis temnospòndils que visqueren durant el Triàsic inferior en allò que avui en dia és Rússia.